# Millie Stegman
Milagros Sofía Stegman Peters (Buenos Aires, 2 de mayo de 1968) conocida artísticamente como Millie Stegman, es una exactriz argentina.

## Biografía
Milagros Sofia Stegman Peters nació el 2 de mayo de 1968 en Buenos Aires. Es la menor de cuatro hermanos, de ascendencia alemana. Pasó su niñez en la estancia "La Susana", en la localidad de Coronel Pringles, provincia de Buenos Aires. A los diecisiete años comenzó a tomar clases de actuación con Agustín Alezzo, luego con Luis Romero y Julio Ordano. Antes de saltar a la fama con la telenovela Perla negra, utilizaba el nombre artístico de "Milagros Podestá".

## Carrera
Su debut en televisión fue en Mi hermana la Nena en 1984 y, posteriormente, en 1988 participó en Clave de sol. Luego en el mundo de las telenovelas interpretó a varias villanas como en Micaela, Perla negra, Chiquititas, Luna salvaje, Se dice amor. Después de un año lejos de la televisión regresó en 2008 para ser parte del reality show, Bailando por un sueño. Su compañero fue Alejandro Gallego pero fueron eliminados. Luego de otro descanso volvió a la televisión conduciendo Bricolage por la señal de cable Utilísima.

## Trabajos

### Cine
| Año  | Título                                  | Personaje |
| ---- | --------------------------------------- | --------- |
| 1985 | Brigada explosiva                       |           |
| 1996 | Lola Mora                               |           |
| 1998 | Un crisantemo estalla en cinco esquinas |           |
| 2000 | Papá es un ídolo                        | Melina    |

### Series y telenovelas
| Año       | Título                        | Personaje                 | Canal      |
| --------- | ----------------------------- | ------------------------- | ---------- |
| 1984      | Mi hermana la Nena            | Verónica                  | Canal 9    |
| 1987-1990 | Clave de Sol                  | Carolina                  | Canal 13   |
| 1991      | Amigos son los amigos         | Alicia                    | Telefe     |
| 1991      | Cosecharás tu siembra         |                           | Canal 9    |
| 1991      | Micaela                       | Liliana "Lila" Piamamonte | Canal 13   |
| 1992      | Soy Gina                      | Lucía Hernández           | Canal 13   |
| 1993      | Son de diez                   | Estrella                  | Canal 13   |
| 1994-1995 | Perla negra                   | Malvina Isabel Baggio     | Telefe     |
| 1997      | Naranja y media               | Natalia Gilardoni         | Telefe     |
| 1998      | Ricos y famosos               | Sandra Quiroga            | Canal 9    |
| 1999      | Chiquititas                   | Pía Pacheco Acevedo       | Telefe     |
| 2000-2001 | Luna salvaje                  | Leticia Flores de Guelar  | Telefe     |
| 2001      | Un cortado, historias de café | Celeste                   | TV Pública |
| 2002-2003 | Son amores                    | Dolores "Lola" Montero    | Canal 13   |
| 2005-2006 | Se dice amor                  | Florencia Acevedo Díaz    | Telefe     |

### Programas de televisión
| Año  | Título                | Canal     | Notas        |
| ---- | --------------------- | --------- | ------------ |
| 2004 | Las Millie una        | Canal 13  | Conductora   |
| 2008 | Bailando por un sueño | Canal 13  | Participante |
| 2010 | Bricolage             | Utilísima | Conductora   |

### Teatro
| Año  | Título                   | Dirección        | Lugar            |
| ---- | ------------------------ | ---------------- | ---------------- |
| 1995 | Las mariposas son libres |                  |                  |
| 1999 | Chiquititas              | Cris Morena      | Teatro Gran Rex  |
| 2002 | Son amores               |                  | Teatro Ópera     |
| 2004 | Los desventurados        | Luis Romero      | Teatro Cervantes |
| 2005 | Otelo                    | Alberto Wainer   | Casa del Teatro  |
| 2009 | El flautista de Hamelin  | Fabrizio Origlio | Teatro Korinthio |
| 2011 | Mujeres y botellas       | Carlos Evaristo  | Teatro Tabaris   |